# Kyrá Panagiá
Kyrá Panagiá är en ort i Grekland.   Den ligger i prefekturen Thesprotia och regionen Epirus, i den västra delen av landet, 300 km nordväst om huvudstaden Aten. Kyrá Panagiá ligger 210 meter över havet och antalet invånare är 130.
Terrängen runt Kyrá Panagiá är kuperad åt sydväst, men åt nordost är den bergig. Runt Kyrá Panagiá är det ganska glesbefolkat, med 28 invånare per kvadratkilometer. Närmaste större samhälle är Paramythiá, 7,8 km norr om Kyrá Panagiá. Trakten runt Kyrá Panagiá består till största delen av jordbruksmark.